# بیلسکو (ناحیه اولومووتس)
بیلسکو (به چکی: Bílsko) یک منطقهٔ مسکونی در جمهوری چک است که در ناحیه اولومووتس واقع شده‌است. بیلسکو ۳٫۷۲ کیلومتر مربع مساحت و ۲۱۵ نفر جمعیت دارد و ۳۴۶ متر بالاتر از سطح دریا واقع شده‌است.